# 姫際可
姫際可（きさいか・Ji Jike、1602年 - 1680年）は、中国の明末～清初にかけて活躍した武術家。字は龍峰（りゅうほう・ Longfeng）。山西省蒲州尊村（永済市）の出身。
心意拳（心意把、心意六合拳、戴氏六合心意拳、形意拳）の事実上の開祖。
槍の名手で「神槍」と呼ばれたという。旅の最中に立ち寄った古刹（古寺）にて偶然に、岳飛によって書かれた武術秘伝書（武穆王拳譜）を入手する。その後10年の歳月をこの拳譜の研究に費やし、失われた岳飛の武術を復活させた。
晩年はその技を洛陽の後に科挙に首席で合格し高級官僚となった秀才、曹継武ただ一人だけに伝える。
姫の没後、曹の技は河南省出身で回族の馬学礼と、山西省出身で漢族の戴隆邦の二人に伝えられ、
ここから心意拳は大きく河南派と山西派に分派し、やがて山西派の戴隆邦の弟子の李洛能が形意拳に改変した。
やがて形意拳からは意拳が分派し、これが日本に伝えられると太気拳に改変された。
姫際可を源とする心意拳各派の技は、陳氏太極拳や八卦掌など他派の武術の起源に多大な影響を与え、
やがて中国武術に少林拳とは異なる内家拳と呼ばれるジャンルを生み出す切っ掛けとなった。